# Rachycentron canadum
Il cobia (Rachycentron canadum Linnaeus 1766), della famiglia dei Rachycentridae comprende una sola specie d'acqua salata, appartenente all'ordine dei Perciformes.

## Distribuzione e habitat
Questa specie è diffusa nel Mar Rosso e in tutte le acque costiere tropicali e subtropicali dei tre oceani, soprattutto in alcune zone dell'Atlantico occidentale. La sua presenza nel mar Mediterraneo è stata documentata una sola volta, nel 1986 in Israele; si presume possa esservi giunto attraverso il Canale di Suez (migrazione lessepsiana) ma non si può escludere un'origine atlantica della migrazione.

## Descrizione
Il Cobia è un pesce dal corpo allungato e idrodinamico, snello e muscoloso. Le pinne sono corte e triangolari. La livrea è semplice: 

Raggiunge una lunghezza massima di 2 m per un peso di 70 kg.

## Riproduzione
Il periodo riproduttivo avviene tra aprile e settembre. Le uova e le larve concorrono a formare il plancton oceanico.

## Predatori
Gli adulti sono prede delle Lampughe.

## Alimentazione
R. canadum si nutre di granchi, bivalvi, polpi e pesci.

## Pesca
Questa specie è pescata in ambito di pesca sportiva e per l'alimentazione umana.

## Allevamento
È allevato in acquacoltura poiché le sue carni hanno un buon sapore: sono consumate affumicate e a filetti.